# Gatczyna Pasażerska Bałtycka
Gatczyna Pasażerska Bałtycka, także Dworzec Bałtycki (ros. Гатчина-Пассажирская-Балтийская, Балтийский вокзал) – stacja kolejowa w miejscowości Gatczyna, w rejonie gatczyńskim, w obwodzie leningradzkim, w Rosji.

## Historia
Stacja powstała w XIX w., w pobliżu jednej z carskich rezydencji - Wielkiego Pałacu Gatczyńskiego.

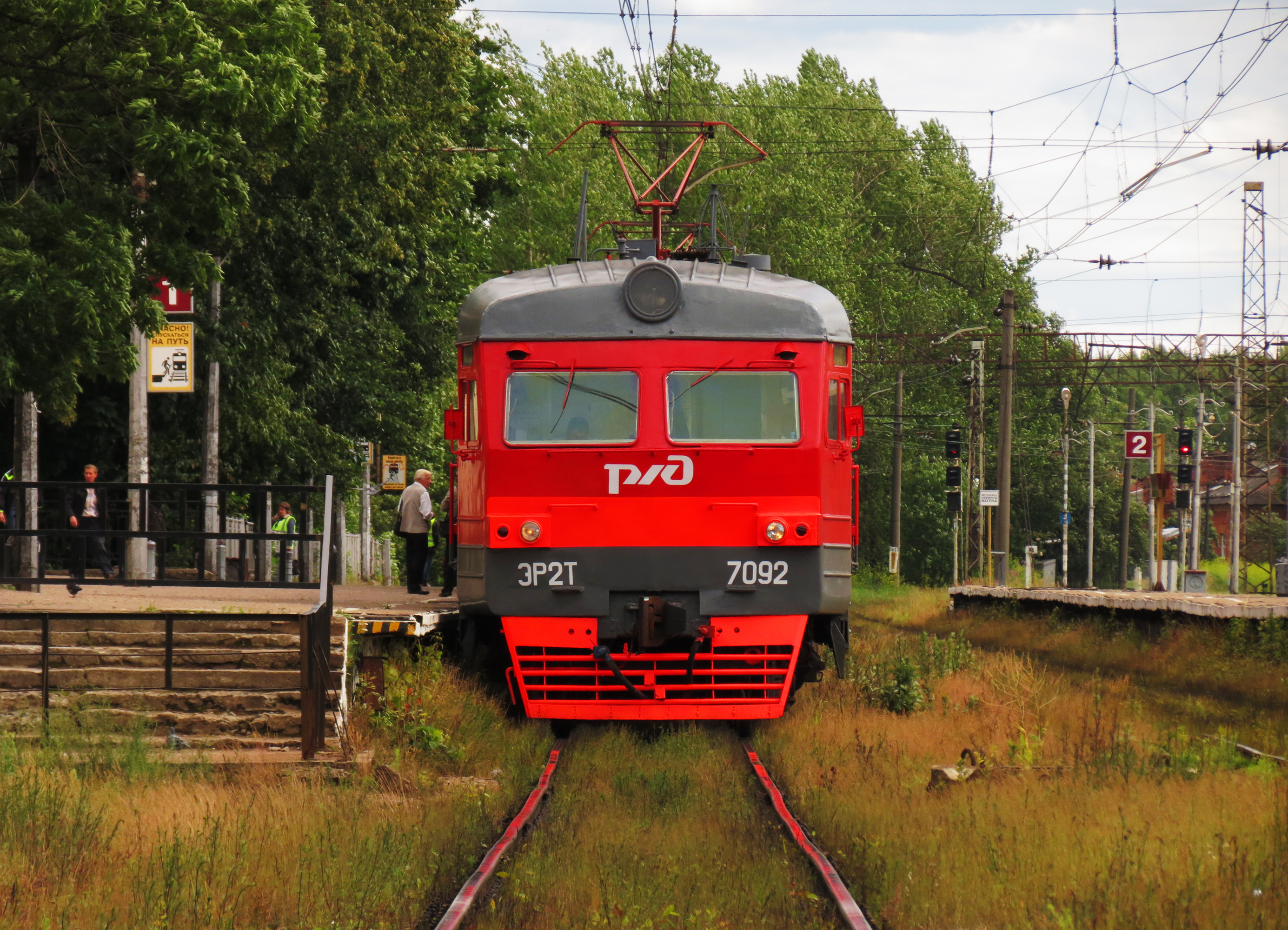
Perony
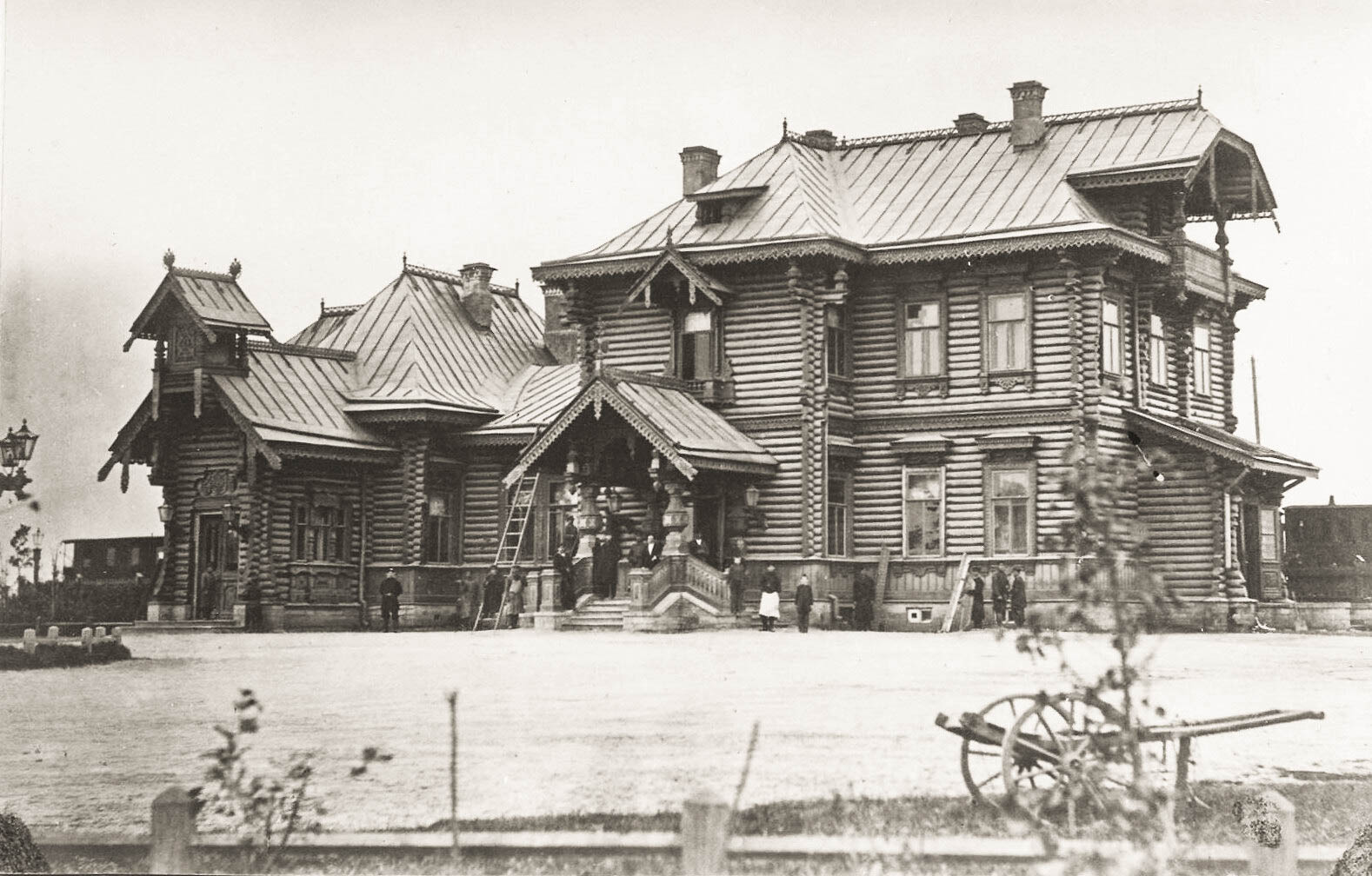
Dworzec w XIX w.
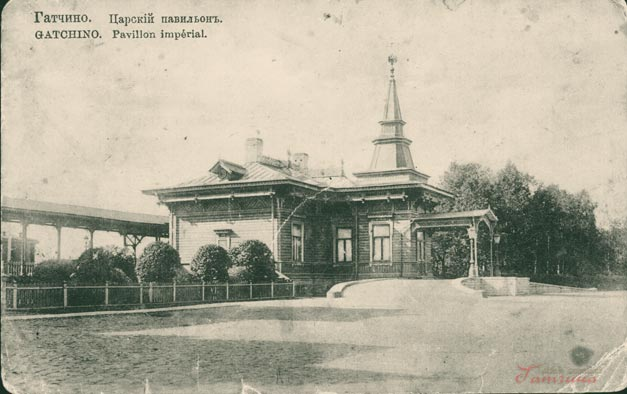
Pawilon carski (XIX / XX w.)